# Szomáli hantmadár
A szomáli hantmadár (Oenanthe phillipsi) a madarak osztályának a verébalakúak (Passeriformes) rendjéhez és a  légykapófélék (Muscicapidae) családjához tartozó faj.

## Rendszerezése
A fajt George Ernest Shelley angol ornitológus le 1885-ben, a Saxicola nembe Saxicola phillipsi néven.

## Előfordulása
Kelet-Afrikában, Etiópia és Szomália területén honos. Természetes élőhelyei a szubtrópusi vagy trópusi füves puszták, cserjések sziklás környezetben és sivatagok, valamint legelők. Állandó, nem vonuló faj.

## Megjelenése
Testhossza 14 centiméter.

## Életmódja
Rovarokkal táplálkozik.

## Természetvédelmi helyzete
Az elterjedési területe nagyon nagy, egyedszáma pedig stabil. A Természetvédelmi Világszövetség Vörös listáján nem fenyegetett fajként szerepel.